# Peter Drucker

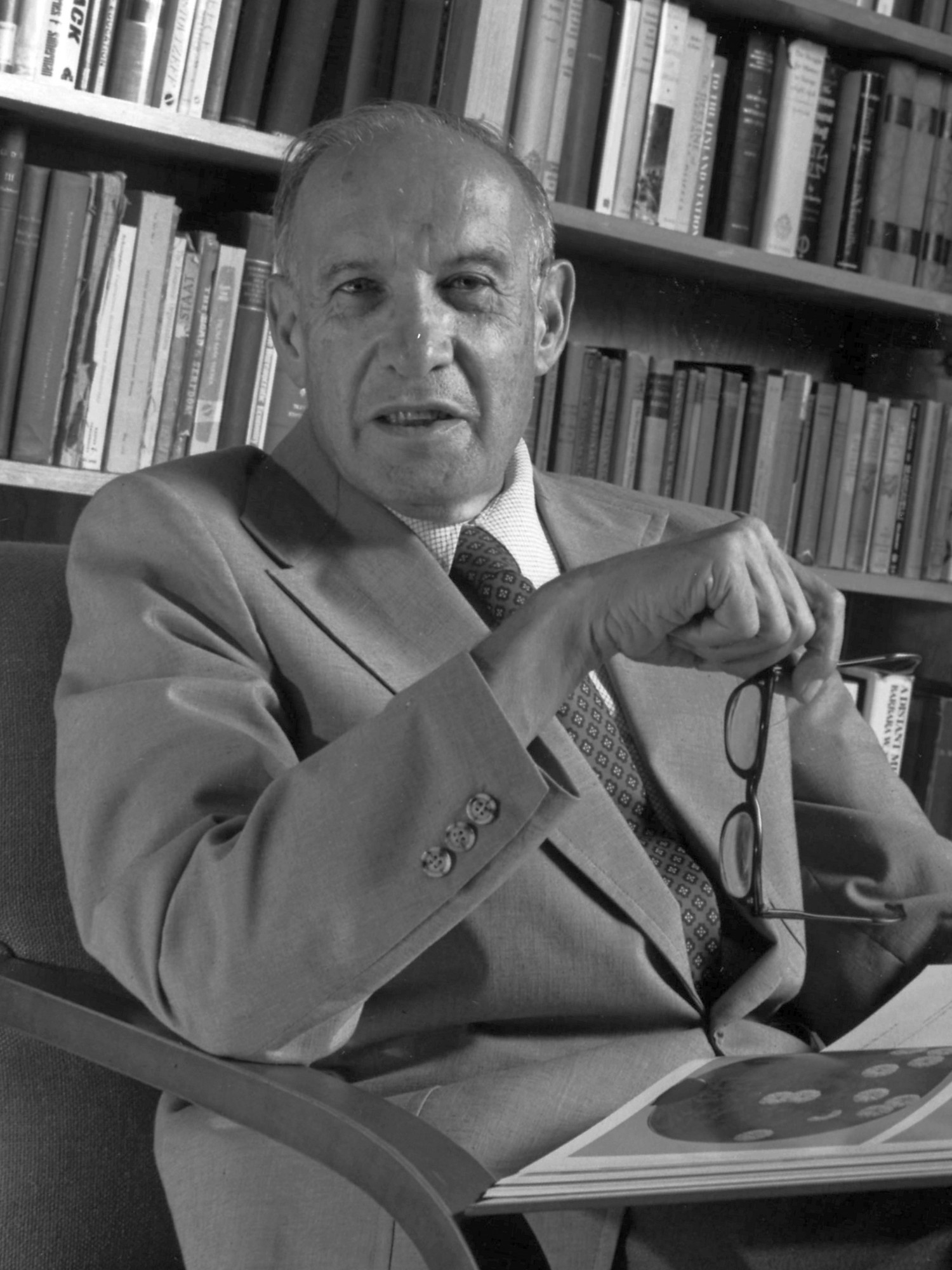
Peter Drucker

Peter Ferdinand Drucker (19 tháng 11 năm 1909 – 11 tháng 11 năm 2005) là chuyên gia hàng đầu thế giới về tư vấn quản trị. Ông được coi là cha đẻ của ngành Quản trị kinh doanh hiện đại, là tác giả nhiều cuốn sách quản lý nổi tiếng, trong đó có cuốn Những thách thức của quản lý trong thế kỷ 21.
Những đóng góp của ông được đánh giá rất cao, tạp chí Financial Times (Thời báo Tài chính) đã bình chọn ông là một trong 4 nhà Quản lý bậc thầy của mọi thời đại (cùng với Jack Welch, Philip Kotler và Bill Gates)

## Tiểu sử
Ông sinh tại thủ đô Viên của Áo, lấy bằng tiến sĩ luật quốc tế tại Đại học Frankfurt (Đức). Trong thời gian từ năm 1931 đến 1939, ông cùng gia đình phải chạy trốn khỏi Đức Quốc xã. 
Peter Drucker làm rất nhiều nghề và từng là nhà báo tại Luân Đôn, sau đó nhập cư vào Mỹ năm 1940.
Là một bậc thầy về kinh tế học, ông còn nghiên cứu về các khoa học khác. Trong quá trình truyền đạt kinh nghiệm quản lý của mình, ông áp dụng cách truyền đạt những bài học qua những phương pháp thuật học khác nhau như sử học, tâm lý học, xã hội học, vật lý học, văn hóa, tôn giáo...
Ông nắm giữ 25 chứng chỉ học vị tiến sĩ các loại của các trường Đại học từ Hoa Kỳ, Bỉ, Czech, Anh, Tây Ban Nha cho đến Thụy Sĩ.

## Sự nghiệp
Hai cuốn sách đầu tiên của ông "Kết cuộc của con người kinh tế" (1939) và "Tương lai con người công nghiệp" (1942) đã tạo ra 1 bước ngoặt mới, giúp ông tiếp cận với một trong những tập đoàn lớn nhất thế giới lúc đó là General Motors(GM). Cuốn sách tiếp theo của ông "Khái niệm công ty" đã nhanh chóng trở thành best seller, và vẫn còn được tái bản tới ngày nay. Nội dung sách viết về những điều ông rút ra được trong quá trình làm cố vấn cho GM, đồng thời chỉ ra những khái niệm mới về "phân cấp", "phân quyền"... đã trở thành phong trào trong quản trị hiện đại. Là nhà viết sách, nhà tư vấn quản lý và giáo sư đại học, ông đã viết 35 cuốn sách trong đó 15 cuốn về quản lý, 16 cuốn về các vấn đề kinh tế, chính trị, xã hội, 2 cuốn tiểu thuyết và 1 cuốn tự truyện.

## Trước tác
- 1939: The End of Economic Man (New York: The John Day Company)
- 1942: The Future of Industrial Man (New York: The John Day Company)
- 1946: Concept of the Corporation (New York: The John Day Company)
- 1950: The New Society (New York: Harper & Brothers)
- 1954: The Practice of Management (New York: Harper & Brothers)
- 1957: America's Next Twenty Years (New York: Harper & Brothers)
- 1959: The Landmarks of Tomorrow (New York: Harper & Brothers)
- 1964: Managing for Results (New York: Harper & Row)
- 1967: The Effective Executive (New York: Harper & Row)
- 1969: The Age of Discontinuity (New York: Harper & Row)
- 1970: Technology, Management and Society (New York: Harper & Row)
- 1971: The New Markets and Other Essays (London: William Heinemann Ltd.)
- 1971: Men, Ideas and Politics (New York: Harper & Row)
- 1971: Drucker on Management (London: Management Publications Limited)
- 1973: Management: Tasks, Responsibilities, Practices' (New York: Harper & Row)
- 1976: The Unseen Revolution: How Pension Fund Socialism Came to America (New York: Harper & Row)
- 1977: People and Performance: The Best of Peter Drucker on Management (New York: Harper's College Press)
- 1978: Adventures of a Bystander (New York: Harper & Row)
- 1980: Managing in Turbulent Times (New York: Harper & Row)
- 1981: Toward the Next Economics and Other Essays (New York: Harper & Row)
- 1982: The Changing World of Executive (New York: Harper & Row)
- 1982: The Last of All Possible Worlds (New York: Harper & Row)
- 1984: The Temptation to Do Good (London: William Heinemann Ltd.)
- 1985: Innovation and Entrepreneurship (New York: Harper & Row)
- 1986: The Frontiers of Management: Where Tomorrow's Decisions are Being Shaped Today (New York: Truman Talley Books/E.D. Dutton)
- 1989: The New Realities: in Government and Politics, in Economics and Business, in Society and World View (New York: Harper & Row)
- 1990: Managing the Nonprofit Organization: Practices and Principles (New York: Harper Collins)
- 1992: Managing for the Future (New York: Harper Collins)
- 1993: The Ecological Vision (New Brunswick, NJ and London: Transaction Publishers)
- 1993: Post-Capitalist Society (New York: HarperCollins)
- 1995: Managing in a Time of Great Change (New York: Truman Talley Books/Dutton)
- 1997: Drucker on Asia: A Dialogue between Peter Drucker and Isao Nakauchi (Tokyo: Diamond Inc.)
- 1998: Peter Drucker on the Profession of Management (Boston: Harvard Business School Publishing)
- 1999: Management Challenges for 21st Century (New York: Harper Business)
- 1999: Managing Oneself (Boston: Harvard Business School Publishing) [published 2008 from article in Harvard Business Review]
- 2001: The Essential Drucker (New York: Harper Business)
- 2002: Managing in the Next Society (New York: Truman Talley Books/St. Martin's Press)
- 2002: A Functioning Society (New Brunswick, NJ and London: Transaction Publishers)
- 2004: The Daily Drucker (New York: Harper Business)
- 2008 (posthumous): The Five Most Important Questions (San Francisco: Jossey-Bass)

### Các công bố khác
Các công trình bằng tiếng Đức không xuất bản
- 1932: The Justification of International Law and the Will of the State (doctoral dissertation)
- 1933: Friedrich Julius Stahl, Conservative Political Theory and Historical Development (Tübingen: Mohr)
- 1936: The Jewish Question in Germany (Wien: Gsur)

Đồng tác giả
- 1961: Power and Democracy in America (Westport, Connecticut: Greenwood Press Publishers)
- 1969: Preparing Tomorrow's Business Leaders Today (Englewood Cliffs, NJ: Prentice Hall)
- 1979: Song of the Brush: Japanese Painting from Sanso Collection (Seattle: Seattle Art Museum)
- 1988: Handbook of Management by Objectives with Bill Reddin and Denis Ryan (Published by Tata McGraw-Hill in New Delhi).
- 1991: The Rise of NEC (Blackwell Business)

Khác
- 1977: An Introductory View of Management (New York: Harper & Row)
- 1977 (revised edition, 2009): Management Cases (New York: Harper & Row)
- 2006: The Effective Executive In Action with Joseph A. Maciariello (New York: HarperCollins)
- 2006: Classic Drucker (Boston: Harvard Business Review Press)
- 2008 (posthumous): Management: Revised with Sujog Arya (New York: HarperCollins)